# Isabella Lövin
Isabella Lövin (Helsingborg, 3 februari 1963) is een Zweeds journaliste en politica van de Miljöpartiet.

## Biografie
Lövin studeerde film, politieke wetenschappen, sociologie en Italiaans aan de Universiteit van Stockholm en het Dramatiska institutet. Ze was actief als journalist en freelance schrijver voor diverse Zweedse tijdschriften en kranten. Tussen 1994 en 1997 werkte ze voor de nationale radio-omroep. In 2007 won ze de Stora Journalistpriset voor haar journalistieke artikels over visserij.
In 2008 sloot Lövin zich aan bij de groene Miljöpartiet (MP). Namens die partij stelde ze zich een jaar later verkiesbaar bij de Europese parlementsverkiezingen. Ze werd verkozen en trad in juli 2009 aan als Europarlementariër. In deze functie spitste ze zich opnieuw toe op visserij. Bij de Europese verkiezingen van 2014 werd Lövin herkozen voor een tweede ambtstermijn, maar enkele maanden hierna trad ze af om de overstap te maken naar de Zweedse nationale politiek. Op 3 oktober 2014 werd ze benoemd tot minister van Ontwikkelingssamenwerking in het kabinet-Löfven I.
In mei 2016 werd Lövin door haar partij aangewezen als woordvoerder. Dat ging ten koste van haar collega-minister Åsa Romson, die de MP sinds 2011 (mede) geleid had, maar niet opnieuw het vertrouwen van de partij kreeg. Romson besloot hierop het kabinet te verlaten, waarna haar eretitel van vicepremier eveneens door Lövin werd overgenomen. Als partijwoordvoerder, een functie die ze deelde met Gustav Fridolin, leidde Lövin de MP naar negen zetels verlies bij de Zweedse parlementsverkiezingen van 2018. Desondanks bleef de partij ook vertegenwoordigd in het tweede kabinet van premier Löfven, dat aantrad in januari 2019. Lövin werd minister van Milieu en Klimaat en bleef tevens vicepremier.
Vanaf december 2020 was Lövin korte tijd opnieuw verantwoordelijk voor Ontwikkelingssamenwerking, nadat de minister van dat departement, Peter Eriksson, vroegtijdig was opgestapt. Lövin, die een rustiger leven ambieerde, trok zich op 5 februari 2021 uit de politiek terug. Deze stap had zij in augustus 2020 al aangekondigd.
In de aanloop naar de Europese Parlementsverkiezingen van juni 2024 keerde Lövin terug naar de politiek. Ze stond op de 3e plaats voor de Miljöpartiet. Die haalde bij de verkiezingen 13,9% van de stemmen en bijgevolg 3 zetels, waarvan een voor Lövin.

## Externe link

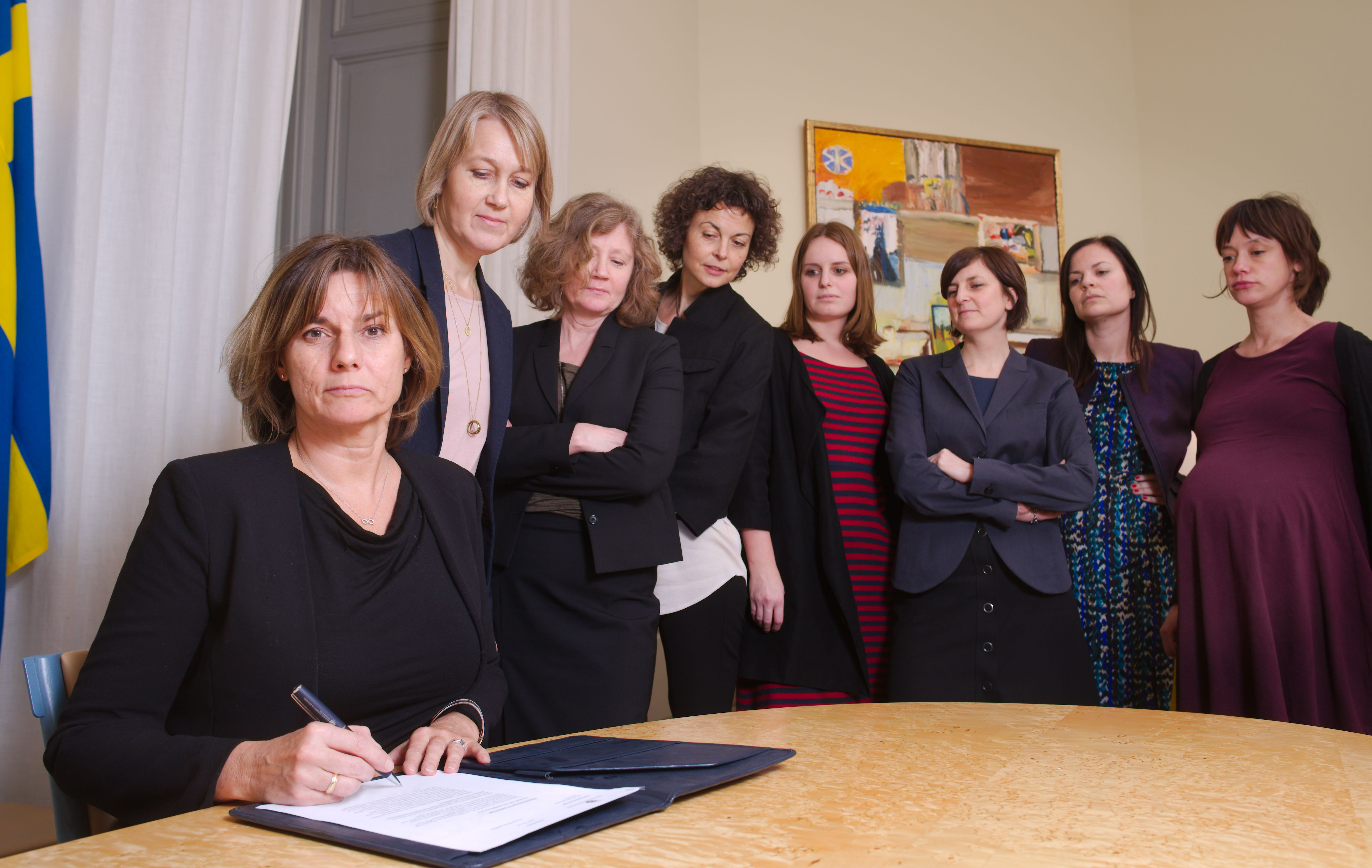
Lövin ondertekende het klimaatpact op 1 februari 2017